# Boyd-ruit

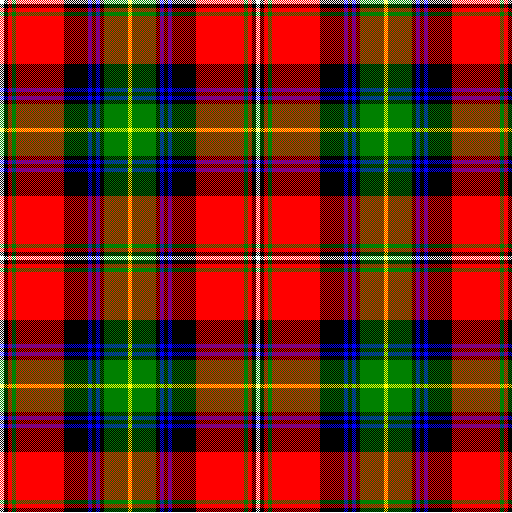
Boyd-ruit

De Boyd-ruit is een type tartan. Het is ontworpen door Lord Kilmarnock en werd in 1956 geregistreerd.

## Geschiedenis
De naam zou zijn afgeleid van het Gàidhlig woord buidhe (blond of geel) of van het eiland Bute. De eerste Boyds vestigden zich in de 12e eeuw in Schotland. Robert de Boyd was een van de edelen die de Ragman Rolls ondertekende. Hij was trouw aan Bruce en door zijn dapperheid bij de slag van Bannockbrun verkreeg hij landerijen, die eerder van de Balliols waren afgenomen.
De familie werd in de adelstand verheven door Jacobus II. Na diens dood ontfermden Lord Boyd en zijn jongere broer Alexander zich over Jacobus' zoon. De broers hadden een enorme invloed op de jongen en Lord Boyd werd schatbewaarder en zijn zoon, Thomas trouwde met de zus van de koning, prinses Mary en verkreeg de titel Graaf van Arran.
De jonge koning keerde zich echter tegen de Boyds, nadat samenzweerders hem ervan hadden overtuigd dat de familie een gevaar voor de troon vormde. De drie Boyds werden gedagvaard. Alleen Sir Alexander stond terecht, omdat hij al ziekelijk was. Hij werd ter dood veroordeeld. Lord Boyd was naar Engeland gevlucht en de Thomas, die al wegens zaken in het buitenland was, bleef weg uit Schotland. Hij verloor echter zijn vrouw, nadat die onder valse voorwendselen naar Schotland was gehaald en de koning het huwelijk tenietdeed.
De familie werd in ere hersteld door Mary, de Schotse koningin. Lord Boyd was de eerste, die bij haar was in Hamilton, toen ze ontsnapt was uit de Loch Leven Castle. Hij bezocht haar ook dikwijls tijdens haar gevangenschap in Engeland.
De familie vocht voor de koning tijdens de burgeroorlog en na de wederopbouw kreeg William, Lord Boyd de titel Graaf van Kilmarnock.
In 1715 was de derde graaf van Boyd tegen de Stuarts en voerde een groep vrijwilligers van Ayrshire aan tijdens de opstand. Zijn zoon, de vierde graaf, deelde zijn vaders sympathieën niet en vocht voor Prins Charles Edward Stuart, die van hem een kroonraadlid maakte. Hij vocht als generaal in de Slag van Culloden, werd gevangengenomen en onthoofd.
De Boyds verloren hun titels, maar de oudste zoon van de generaal wist het graafschap van Errol te krijgen via zijn moeder en nam de naam Hay aan.